# Mohammed Tawfiq Allawi
Mohammed Tawfiq Allawi (in arabo محمد توفيق علاوي‎?; Baghdad, 1º luglio 1954) è un politico iracheno, che era stato designato Primo ministro dell'Iraq il 1º febbraio 2020, ma ha rinunciato il 1º marzo dopo che il Parlamento non ha approvato per due volte in una settimana il suo Governo proposto.